# Alexandra Le
Alexandra Le (en kazajo: Александра  Ле; Almaty, 3 de mayo de 2004) es una deportista kazaja que compite en tiro, en la modalidad de rifle. Participó en los Juegos Olímpicos de París 2024, obteniendo una medalla de bronce en la prueba de rifle 10 m mixto (junto con Islam Satpayev).

## Palmarés internacional
| Juegos Olímpicos | Juegos Olímpicos | Juegos Olímpicos  | Juegos Olímpicos |
| Año              | Lugar            | Medalla           | Prueba           |
| ---------------- | ---------------- | ----------------- | ---------------- |
| 2024             | París (Francia)  | Medalla de bronce | Rifle 10 m mixto |